# Himmelstadt
Himmelstadt – miejscowość i gmina w Niemczech, w kraju związkowym Bawaria, w rejencji Dolna Frankonia, w regionie Würzburg, w powiecie Main-Spessart, wchodzi w skład wspólnoty administracyjnej Zellingen. Leży około 10 km na północny zachód od Karlstadt, nad Menem, przy drodze B27 i linii kolejowej Fulda/Frankfurt nad Menem – Würzburg.

## Demografia
| Rok  | Liczba mieszk. |
| ---- | -------------- |
| 1970 | 1425           |
| 1987 | 1558           |
| 2000 | 1752           |
| 2005 | 1774           |

## Oświata
(na 1999)

W gminie znajduje się 75 miejsc przedszkolnych (z 78 dziećmi) oraz szkoła podstawowa (6 nauczycieli, 96 uczniów).